# Socialisten Weekend
Socialisten Weekend var en dansk ugeavis, der udkom fra 1. maj 1996 til april 2001.
Avisen blev udgivet af et anpartsselskab af samme navn, med Enhedslisten som hovedanpartshaver. Avisen overlevede kun med økonomisk støtte fra Enhedslisten, så da et flertal på partiets årsmøde i 2001 valgte at fjerne støtten, var avisen tvunget til lukning. Avisens første redaktør var Ole Jorn. Han blev i 1999 afløst af Sven Gårn Hansen, der var redaktør indtil dens lukning.
I 2000 stiftede en kreds af medarbejdere virksomheden Mediesyndikatet Monsun, som et forsøg på at skabe et indtægtsgrundlag udover abonnementsindtægterne. Da avisen lukkede i april 2001, fortsatte Mediesyndikatet Monsun.